# Russell Okung
Russell Okung (Houston, 7 ottobre 1987) è un giocatore di football americano statunitense che milita nel ruolo di offensive tackle per i Carolina Panthers della National Football League. Fu scelto come sesto assoluto nel Draft NFL 2010 dai Seattle Seahawks. Al college ha giocato a football ad Oklahoma State.

## Carriera universitaria

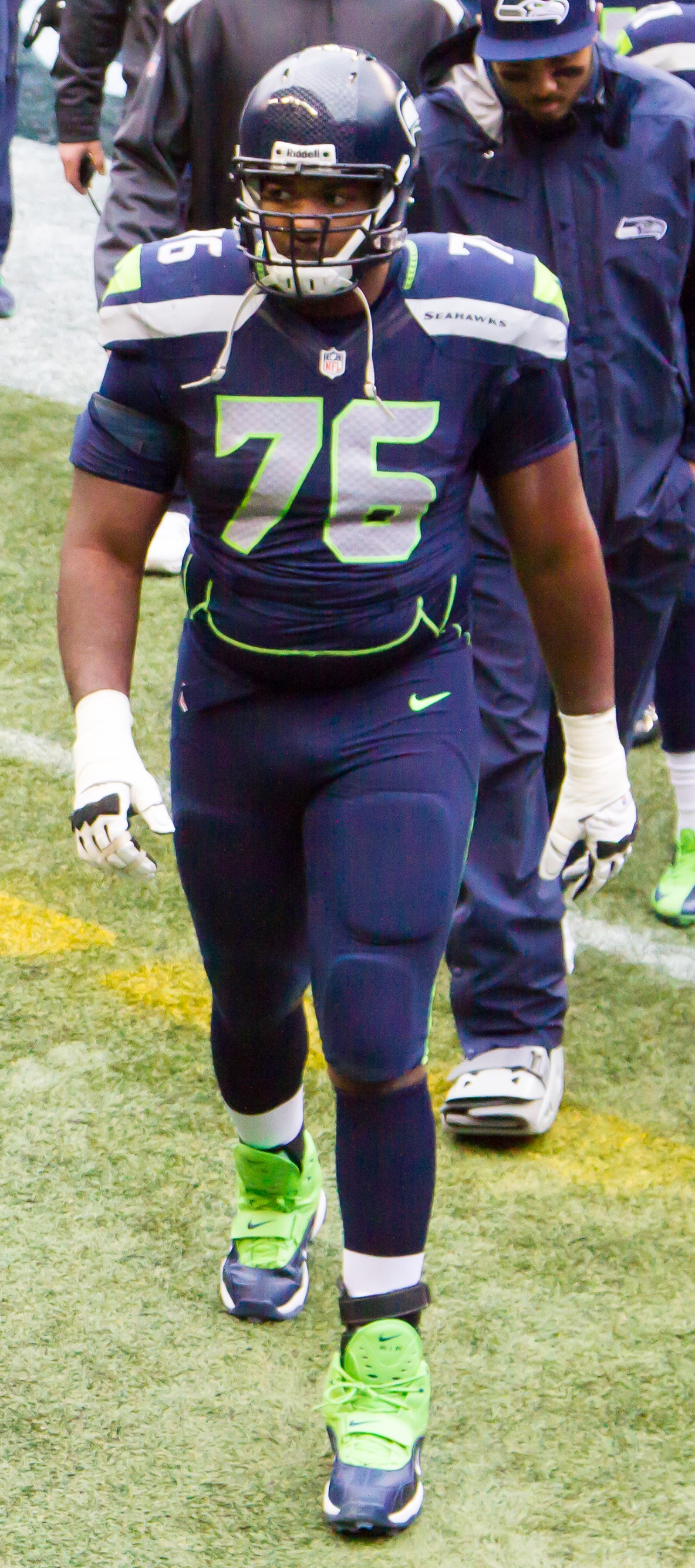
Okung il 29 dicembre 2013

Al college, Okung giocò con gli Oklahoma State Cowboys, squadra rappresentativa dell'Università Statale dell'Oklahoma, dal 2006 al 2009.

## Carriera professionistica

### Seattle Seahawks
Al draft NFL 2010 fu selezionato come 6ª scelta assoluta dai Seattle Seahawks. Il 6 agosto 2010 firmò un contratto di sei anni del valore di 58 milioni di dollari, di cui 29 milioni garantiti.
Debuttò nella NFL il 12 settembre 2010 contro i San Francisco 49ers indossando la maglia numero 76. Durante la sua prima stagione saltò 6 partite a causa di problemi alle caviglie.
Okung partì come titolare nel prime 12 gare dei Seattle Seahawks nella stagione 2011. Il 1º dicembre 2011, Okung soffrì un infortunio che pose fine alla sua stagione nella vittoria di Seattle 31-14 su Philadelphia. Trent Cole fece girare Okung sulla schiena. cosa che procurò a Russell uno strappo del muscolo pettorale destro. Dopo la partita fu messo in lista infortunati.
Il 26 dicembre 2012, Okung fu convocato per il primo Pro Bowl in carriera. La sua stagione si concluse giocando 15 partite, tutte come titolare.
Nella settimana 2 della stagione 2013 contro i San Francisco 49ers, Okung si infortunò a un piede, venendo costretto a rimanere fuori dai campi di gioco fino alla settimana 10. Il 2 febbraio 2014, nel Super Bowl XLVIII contro i Denver Broncos, Russell partì come titolare, in una gara che Seattle dominò dall'inizio alla fine della partita, laureandosi campione NFL.
Nel 2014, Okung disputò 14 partite, tutte come partente. I Seahawks tornarono a qualificarsi per il Super Bowl ma furono sconfitti dai New England Patriots.

### Denver Broncos
Il 17 marzo 2016, Okung firmò un contratto quinquennale del valore di 53 milioni di dollari con i Denver Broncos. Alla fine del primo anno i Broncos decisero non sfruttare l'opzione per il rinnovo nel contratto di Okung, rendendolo free agent.

### Los Angeles Chargers
Il 9 marzo 2017, Okung firmò un contratto quadriennale del valore di 53 milioni di dollari con i Los Angeles Chargers. Nella prima stagione in California fu convocato per il suo secondo Pro Bowl.

### Carolina Panthers
Il 4 marzo 2020 Okung fu scambiato con i Carolina Panthers per l'offensive guard Trai Turner.

## Palmarès

### Franchigia
- Super Bowl : 1

Seattle Seahawks: Super Bowl XLVIII
- National Football Conference Championship: 2

Seattle Seahawks: 2013, 2014

### Individuale
- Convocazioni al Pro Bowl: 2

2012, 2017